# Потопину (Олт)
Потопину (рум. Potopinu) насеље је у Румунији у округу Олт у општини Добрословени. Oпштина се налази на надморској висини од 103 m.

## Становништво
Према подацима из 2002. године у насељу је живело 690 становника, од којих су сви румунске националности.